# Dolf Ledel
Adolphe Leopold (Dolf) Ledel (Schaarbeek, 5 juli 1893 - Neuville-Francorchamps (Stavelot), 26 juni 1976) was een Belgisch beeldhouwer, medailleur en portretschilder.

## Biografie
Ledel studeerde aan de Academie voor Schone Kunsten in Brussel van 1908 tot 1912, als leerling van Charles Van der Stappen, Paul Du Bois en Isidore De Rudder. Hij nam reeds op jonge leeftijd deel aan prestigieuze tentoonstellingen. Hij exposeerde voor het eerst, op 17-jarige leeftijd, tijdens het driejaarlijkse salon van 1910 dat plaatsvond in het kader van de Wereldtentoonstelling in Brussel .
Tijdens zijn leven nam hij actief deel aan het Belgische artistieke leven, zo was hij oprichter en voorzitter van de Vereniging van de beroepskunstenaars van België. Ledel was ook stichtend lid en later secretaris-generaal van het Nationaal Werk voor de Schone Kunsten en lid van de adviescommissie van het Ministerie van de Openbare Werken. Hij nam deel aan tentoonstellingen in België en het buitenland. Hij werkte onder meer in Linkebeek en Etterbeek waar hij in de jaren 1930 een atelier kocht. Als vrijdenker en verdediger van secularisme was Ledel betrokken bij de sociale bewegingen van zijn tijd. Tijdens de nazi-bezetting verwelkomde en hielp hij collega's die door de indringer werden vervolgd.  Ledel ontving onder andere in de Archimedesstraat in Brussel jarenlang de Duitse kunstschilder Felix Nussbaum.  Het portret van Nussbaum, gebeeldhouwd door Ledel, is opgenomen in de collectie van het Felix Nussbaum-museum in Osnabrück. Ledel was ook gekend als vrijmetselaar.
Hij is de maker van monumenten en gedenkplaten in Brussel, Antwerpen, Halle, Bougnies, Stavelot en Struthof. Ledel portretteerde als schilder persoonlijkheden uit de Belgische sociaal-politieke en culturele wereld. Als medaillewinnaar nam hij deel aan tal van internationale evenementen waar zijn werk meer dan eens werd bekroond.

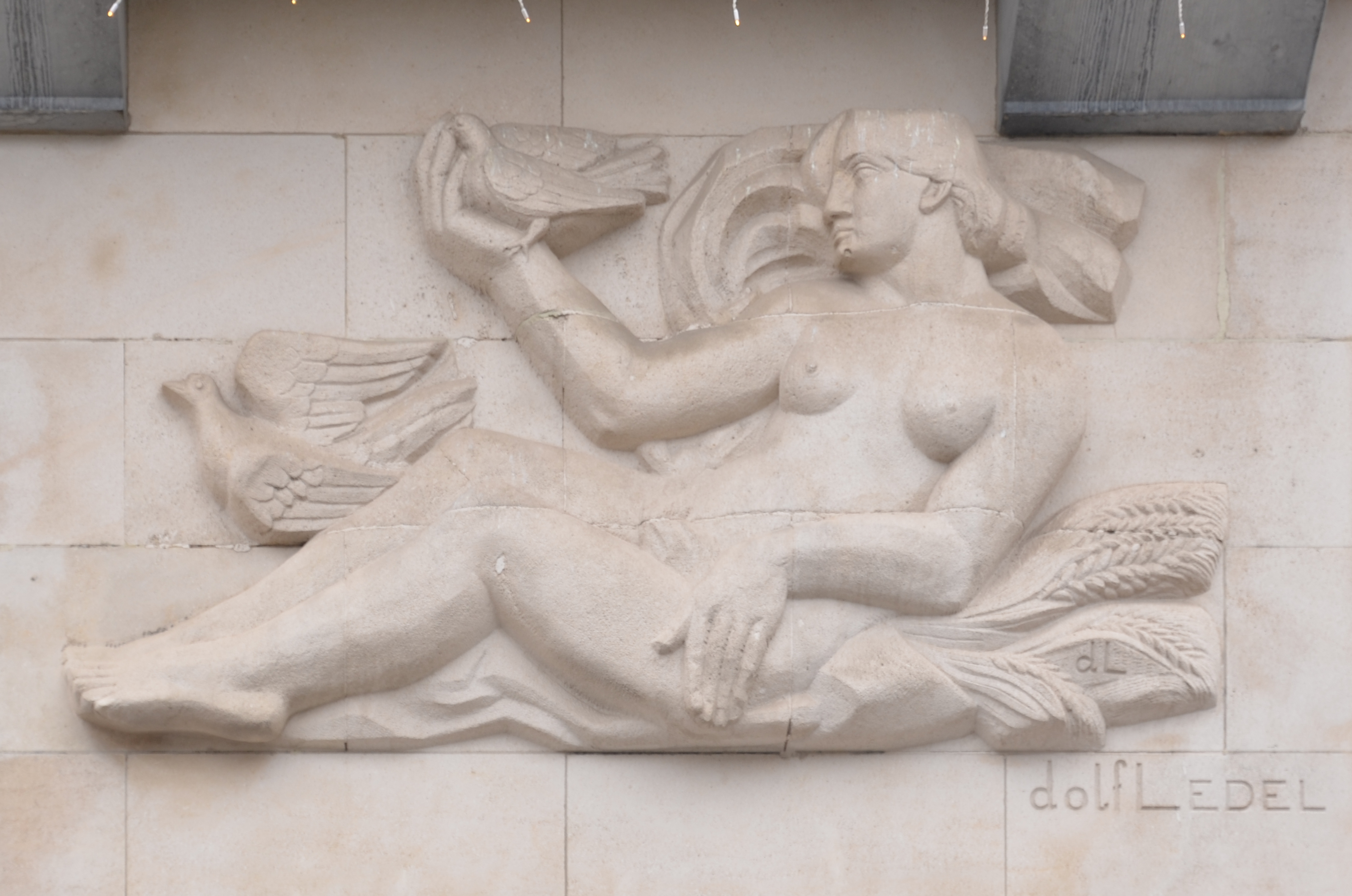
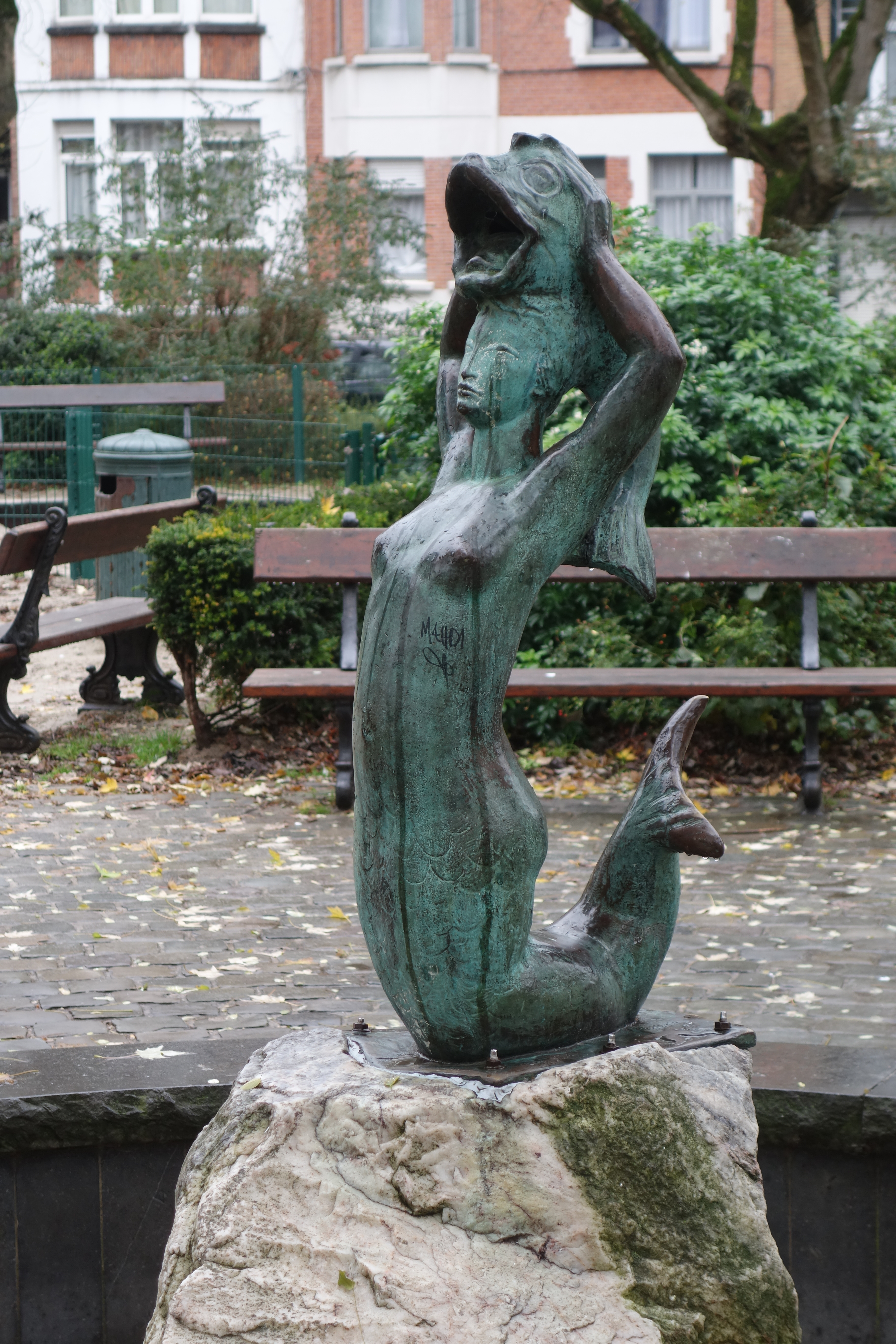
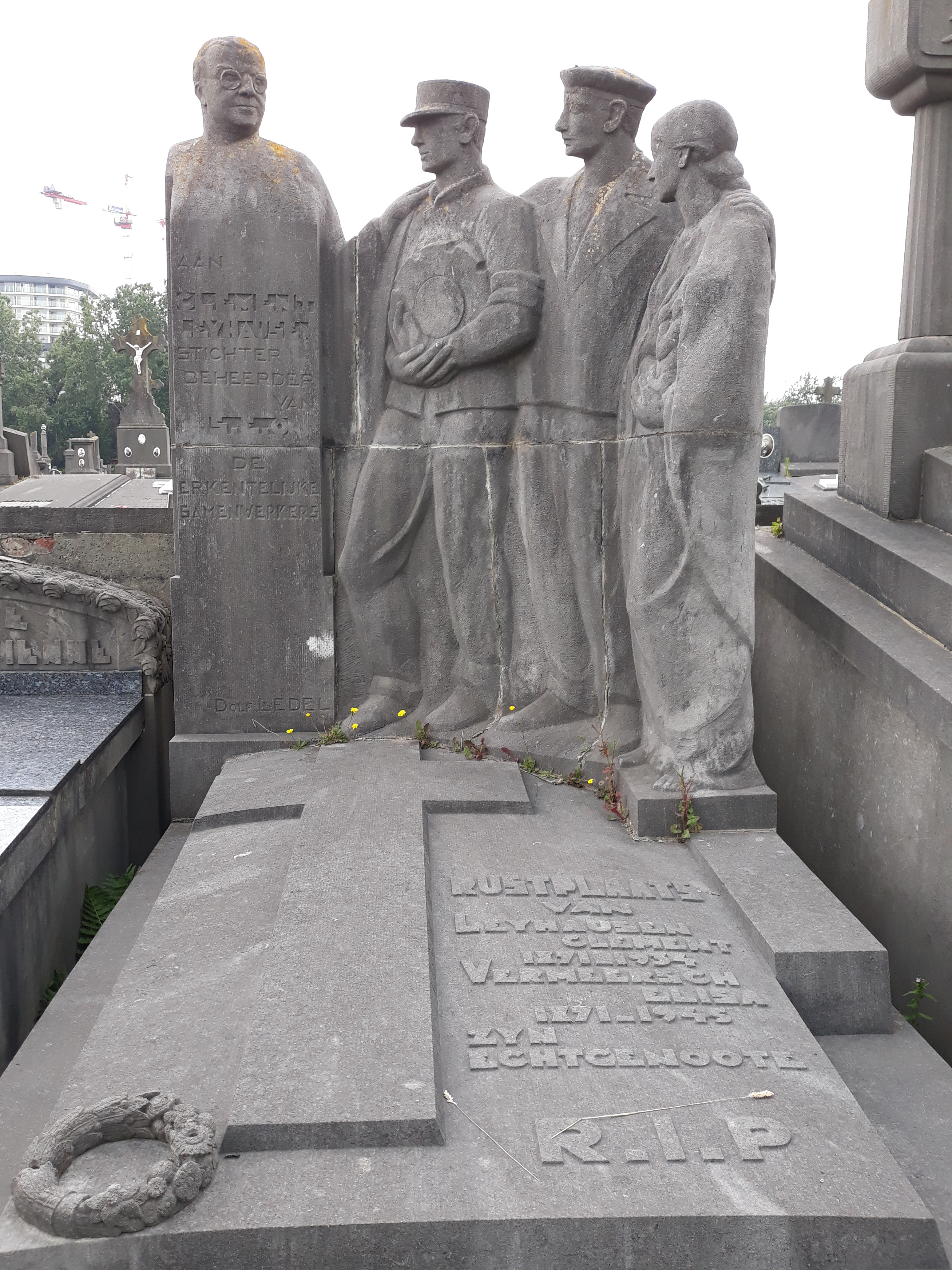
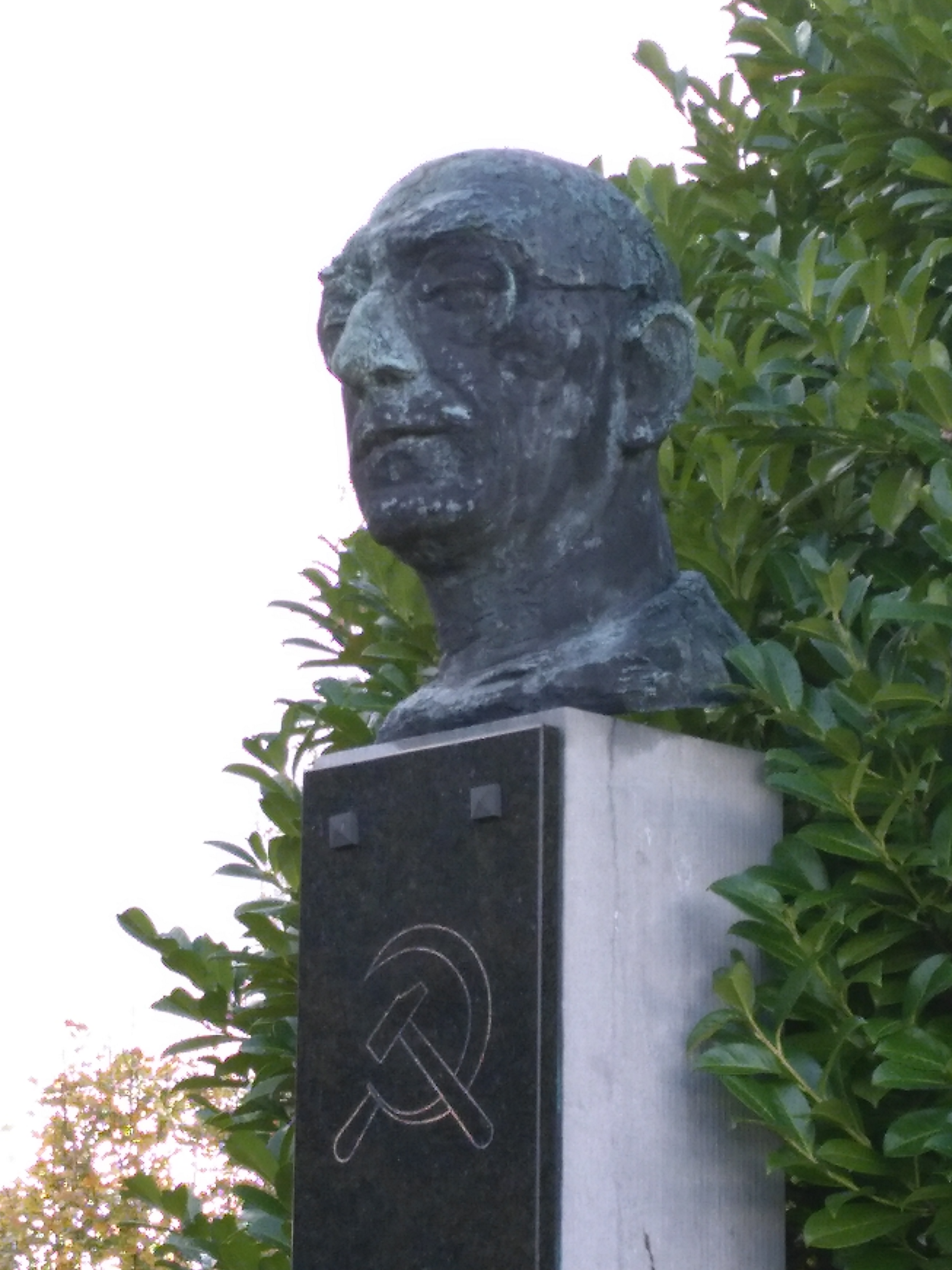
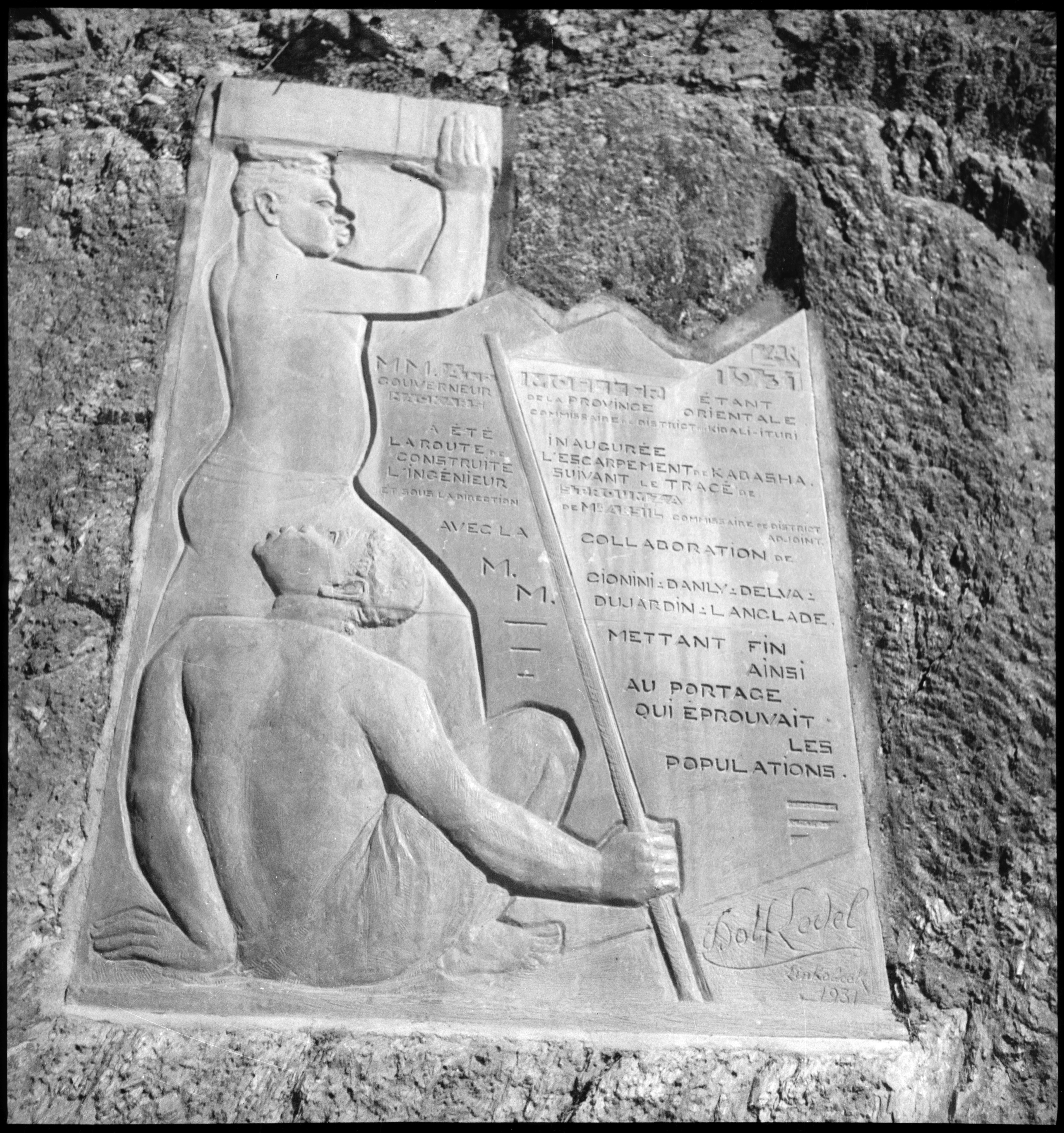
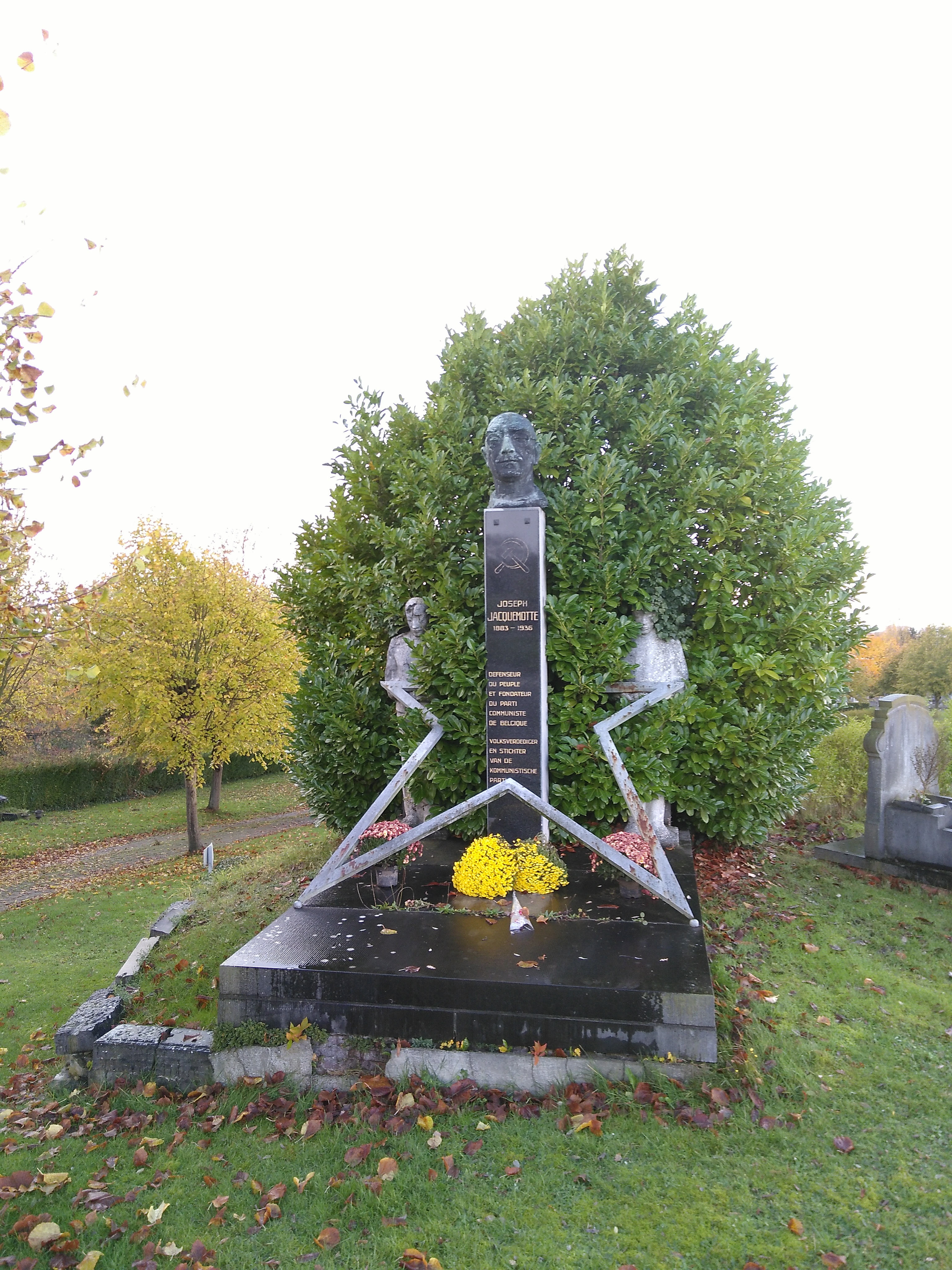
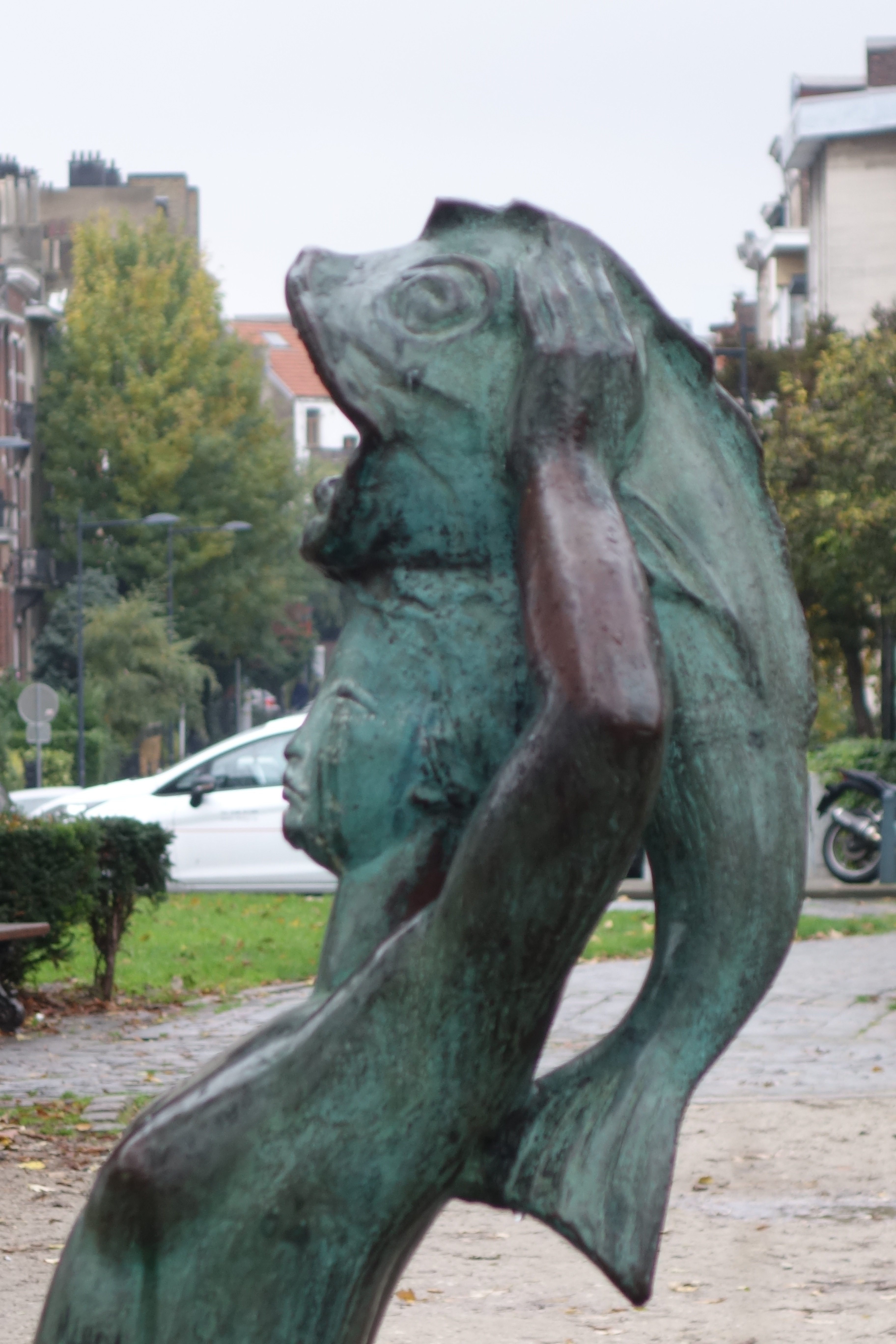

## Onderscheidingen
- Officier in de Leopoldsorde
- Officier in de Kroonorde
- Gouden Kruis van Officier in de Brabantse Verdienste Orde